# Charles Dupont de l'Eure
Charles Dupont de l'Eure est un homme politique français né le 24 juillet 1822 à Rouge-Perriers (Eure) et décédé le 9 janvier 1872 à Paris.
Fils de Jacques Charles Dupont de l'Eure, il est élève à l'École polytechnique. Il en sort dans le génie et quitte l'armée avec le grade de capitaine.
Il est conseiller général du canton d'Évreux-Sud entre 1848 et 1852.
Il devient ingénieur civil et s'oppose à l'Empire. Il est élu représentant de l'Eure en 1871, siégeant à gauche. Il meurt en cours de mandat.
Il est nommé au grade de chevalier de la Légion d'honneur en 1856.

## Distinctions
- Chevalier de la Légion d'honneur (26 mai 1856).

## Sources
- « Charles Dupont de l'Eure », dans Adolphe Robert et Gaston Cougny, Dictionnaire des parlementaires français, Edgar Bourloton, 1889-1891 [détail de l’édition]